# Acrocryptus
Acrocryptus is een geslacht van kevers uit de familie  
kniptorren (Elateridae).
Het geslacht is voor het eerst wetenschappelijk beschreven in 1874 door Candèze.

## Soorten
Het geslacht omvat de volgende soorten:
- Acrocryptus ater (Philippi, 1873)
- Acrocryptus reedi (Candèze, 1874)